# Black Light Burns
Black Light Burns – amerykański zespół rockowy, założony w 2005 roku w Los Angeles przez Wesa Borlanda. 5 czerwca 2007 ukazała się debiutancka płyta tego projektu – Cruel Melody. Latem 2008 roku zespół wydał zestaw CD/DVD (album z coverami i DVD zawierające m.in. 90 minut filmu dokumentującego życie Black Light Burns podczas trasy koncertowej, klipy i materiały video) zatytułowany Cover Your Heart And The Anvil Pants Odyssey. Premiera drugiego albumu studyjnego formacji The Moment You Realize You're Going To Fall odbyła się 14 sierpnia 2012 r.

## Muzycy
Obecny skład zespołu
- Wes Borland – wokal prowadzący, gitara, instrumenty klawiszowe (od 2005)
- Nick Annis – gitara, wokal wspierający (od 2007)
- Dylan Taylor – perkusja (od 2012)
- Dennis Sanders – gitara basowa, wokal wspierający (od 2008)

Byli członkowie zespołu
- Danny Lohner – gitara, programowanie (2005–2007)
- Josh Eustis – instrumenty klawiszowe (2005–2007)
- Josh Freese – perkusja, instrumenty perkusyjne (2005–2007)
- Marshall Kilpatric – perkusja, instrumenty perkusyjne (2007–2011)
- Sean Fetterman – gitara basowa (2007–2008)
- Joe Letz – perkusja (2012)

## Dyskografia
Albumy
| Cruel Melody                                | - Data: 5 lipca 2007 - Wydawca: I AM: WOLFPACK                | 133 | 2  | - USA: 6,0 tys.+ |
| The Moment You Realize You're Going To Fall | - Data: 13 sierpnia 2012 - Wydawca: Rocket Science, THC:Music | —   | 20 | - USA: 0,9 tys.+ |
| "—" album nie był notowany.                 |                                                               |     |    |                  |

Kompilacje
| Tytuł                                        | Dane dot. albumu                                   |
| -------------------------------------------- | -------------------------------------------------- |
| Cover Your Heart and the Anvil Pants Odyssey | - Data: 5 sierpnia 2008 - Wydawca: I AM: WOLFPACK  |
| Lotus Island                                 | - Data: 21 stycznia 2013 - Wydawca: I AM: WOLFPACK |